# Pau-Latina
Pau-Latina este cel de-al șaptelea material discografic de studio al interpretei mexicane Paulina Rubio. Albumul a fost lansat pe data de 10 februarie 2004 în Statele Unite ale Americii. Discul a câștigat locul 105 în Billboard 200 și locul 1 în Billboard Top Latin Albums.
Materialul a beneficiat de promovare prin intermediul celor patru extrase pe single „Te Quise Tanto”, „Algo Tienes”, „Dame Otro Tequila” și „Mia”, toate obținând clasări de top 10 în Billboard Hot Latin Songs.

## Lista cântecelor
1. „Algo Tienes”
2. „My Friend, Mi Amigo”
3. „Te Quise Tanto”
4. „Baila Que Baila”
5. „Ojalá”
6. „Perros”
7. „Quiero Cambiarme”
8. „Mia”
9. „Alma en Libertad”
10. „Adiosito Corazón”
11. „Amor Secreto”
12. „Volverás”
13. „Dame Otro Tequila”
14. „Dame Tu Amor”
15. „Algo Tienes” (negativ)

## Clasamente
| Clasament                  | Poziția maximă | Referință |
| -------------------------- | -------------- | --------- |
| Mexic Albums Chart         | 1              | [ 4 ]     |
| Billboard 200              | 105            | [ 3 ]     |
| Billboard Latin Pop Albums | 1              | [ 3 ]     |
| Billboard Top Latin Albums | 1              | [ 3 ]     |